# Smoląg (Dzikowo)
Smoląg (niem. Teerofen) – część wsi Dzikowo w Polsce, położona w województwie zachodniopomorskim, w powiecie wałeckim, w gminie Wałcz.
W latach 1975–1998 Smoląg administracyjnie należał do województwa pilskiego.
Nazwę Smoląg wprowadzono w 1949 roku, zastępując poprzednią niemiecką nazwę Teerofen.